# Andrea Radrizzani

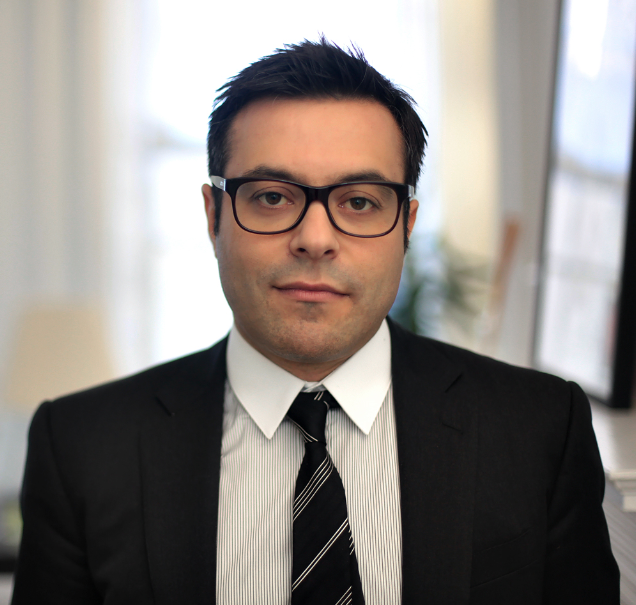
Andrea Radrizzani

Andrea Radrizzani, född 10 september 1974 i Milano, är en italiensk affärsman.
Radrizzani har varit delägare  och ordförande för fotbollsklubben Leeds United FC.
2004 medgrundade han sportagenturen MP & Silva (MPS), som handlar med tv-rättigheter för flera sporter, däribland fotboll. I maj 2016 sålde han och de två andra ägarna, Riccardo Silva och Carlo Pozzali, 65% av MPS till kinesiska investerare.
Radrizzani ägde också under en tid 50% av fotbollsagenturen Football Capital, och var en av dess direktörer. Innan han i slutet av 2016 påbörjade sitt övertagande av Leeds United avgick han, och sålde sin ägarandel, för att undvika intressekonflikter enligt English Football Leagues ägarregler.
I december 2016 köpte Radrizzani 50 % av Leeds United av landsmannen Massimo Cellino för 20 miljoner pund. Den 23 maj 2017 fullbordade han övertagandet med en andra betalning på 25 miljoner pund, som gav honom 100-procentigt ägarskap över klubben.